# Isopogon trilobus
Isopogon trilobus är en tvåhjärtbladig växtart som beskrevs av Robert Brown. Isopogon trilobus ingår i släktet Isopogon och familjen Proteaceae. Inga underarter finns listade i Catalogue of Life.